# Paul London
Paul Michael London (16 de abril de 1980) es un luchador profesional y actor estadounidense. Actualmente está firmando con Major League Wrestling (MLW). que es conocido por su paso por la World Wrestling Entertainment (WWE), Ring of Honor (ROH), Impact Wrestling (TNA) e Lucha Underground.
Dentro de sus logros destacan sus reinados como Campeón Peso Crucero, Campeón Mundial en Parejas y Campeón en Parejas de la WWE. Además, fue elegido junto con Brian Kendrick como el Equipo del Año 2007, según la revista Pro Wrestling Illustrated (PWI). London además ha trabajado en Ring of Honor, Total Nonstop Action Wrestling, Pro Wrestling ZERO-ONE y Pro Wrestling Guerrilla.

## Carrera

### Ring of Honor (2002–2003, 2013–2014)
London se graduó de la Escuela Superior y después de la Universidad. Mientras se encontraba en la Universidad se fue preparando poco a poco para lograr ser un luchador profesional, después se inscribió en una escuela especializada en la Lucha Libre. London decidió no comentarle nada a su familia sobre su ambición de ser un luchador profesional, así que decidió mantenerlo en secreto. Así pasaron 3 años y siguió sin decirle nada a su padre acerca de su carrera por miedo a que trataran de destruir todo lo que había logrado hasta ese momento.
London fue dejando poco a poco el interés de la Universidad, concentrándose así en la lucha profesional. La primera pelea que realizó fue para la marca Ring of Honor. Mientras trabajaba para Ring of Honor, mucha gente al ver su estilo arriesgado, aventurero y suicida, comenzaron a gritarle durante una pelea: "please don't die" (por favor, no mueras), como referencia a su estilo salvaje. En ROH hizo pareja son Spanky, y pidieron una pelea contra luchadores entrenados por Shawn Michaels: Bryan Danielson y Matt Bentley; sin conseguir los títulos en Pareja de ROH. London tuvo increíbles peleas, entre la que resalta una Street Fight (pelea callejera) contra Michael Shane, en la cual resultó ganador, con su London Star Press desde una escalera. La pelea final de London fue contra Samoa Joe, por el Campeonato Mundial de ROH, en la que no salió vencedor.
El 4 de mayo de 2013, Londres hizo su primera aparición con ROH en una década, enfrentándose a Davey Richards en un esfuerzo fallido en Border Wars 2013. London sufrió un aguijón y una conmoción cerebral durante el combate y, como resultado se vio obligado a retirarse de las grabaciones del día siguiente de Ring of Honor Wrestling. Londres regresó a ROH el 3 de agosto, perdiendo ante Michael Elgin en la primera ronda de un torneo por el Campeonato Mundial de ROH. Londres regresó una vez más en Glory By Honor XII para derrotar a Roderick Strong. Londres haría cuatro apariciones adicionales para ROH en 2014; Londres compitió en los eventos Supershow of Honor en el Reino Unido. 

### NWA-Total Nonstop Action Wrestling (2000–2003)
En el año 2003, London firmó un contrato a corto plazo en el cual solo tuvo 4 apariciones promocionales en 1 año. Entre la pelea más destacada en su estancia en TNA, fue contra Chris Sabin, por el Campeonato División X de NWA-TNA.

### World Wrestling Entertainment (2003-2008)

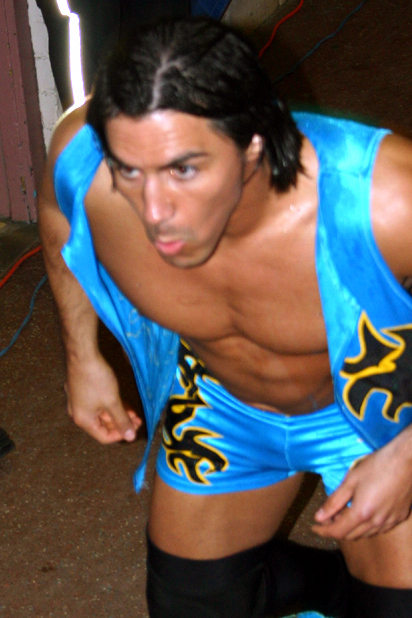
London en un espectáculo de la WWE.

A mediados del año 2003, London firmó un contrato con la World Wrestling Entertainment. Su debut fue el día 9 de octubre de 2003 en SmackDown!, enfrentándose a Brock Lesnar, perdiendo por pinfall. Más adelante optó por la categoría en parejas, formando pareja con Billy Kidman, venciendo a los Campeones en pareja de la WWE, The Dudley Boyz, en una edición de SmackDown!, consiguiendo por primera vez los Campeonatos de Pareja de la WWE. Lamentablemente, Paul London y Billy Kidman no duraron más de 2 meses juntos y los perdieron en un enfrentamiento contra René Duprée y Kenzo Suzuki. Esto desembocó en un feudo entre London y Kidman, que fue resuelto en un combate el 3 de octubre del 2004, en el cual London perdió y salió herido. Después de esa desagradable experiencia London se inclinó a la categoría crucero. En ese momento ostentaba el Campeonato de Peso Crucero de Chavo Guerrero. El día 31 de marzo del 2005, Paul London ganó el Campeonato de Peso Crucero en una Batalla Real contra Chavo Guerrero, Akio, Funaki, Nunzio, Billy Kidman, Spike Dudley y Scotty 2 Hotty. 
Después de haber ganado el Campeonato Crucero, London lo defendió en Judgment Day contra Chavo Guerrero, en la cual resultó vencedor. Después de casi 5 meses con el título fue el 6 de agosto de 2005 en una edición de Velocity en la que perdió el título contra Nunzio.

#### 2005-2007
De nuevo formó pareja, el 8 de octubre de 2005, pero esta vez con Brian Kendrick, con el que consiguió repetidas victorias no titulares e individualmente en contra de MNM los entonces Campeones en pareja de la WWE. Para entonces en Judgment Day, consiguieron por fin la pelea titular que tanto anhelaban y resultaron ganadores y nuevos Campeones por pareja de la WWE. Defendieron de nuevo sus campeonatos contra Vito y Nunzio, después contra los Mexicools y finalmente en contra de los Pit Bulls en The Great American Bash, donde salieron victoriosos, reteniendo sus campeonatos.

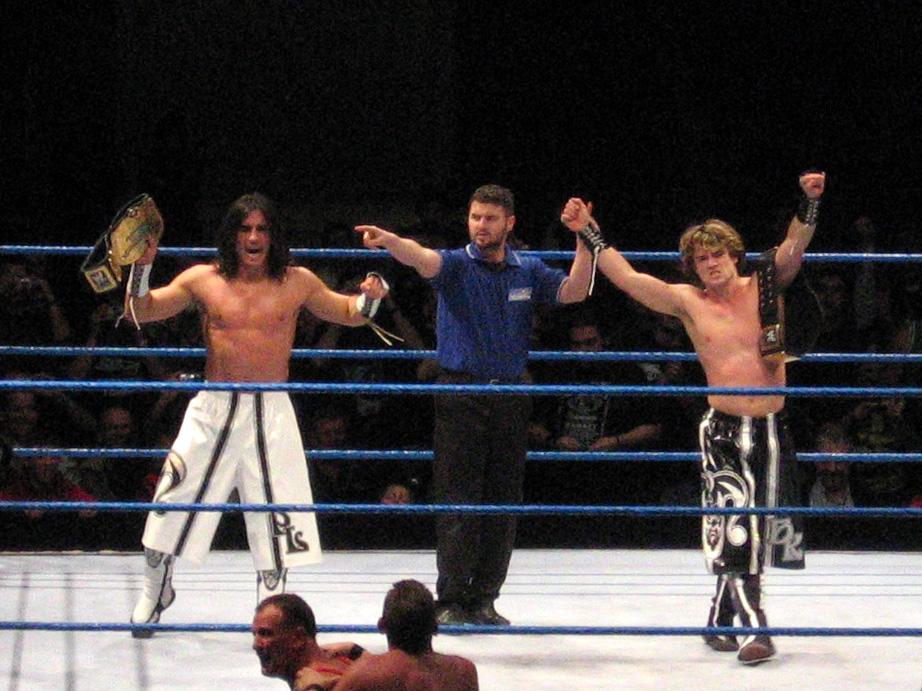
Paul como Campeón por Parejas de la WWE junto a Kendrich.

Paul y su compañero Brian continuaron defendiendo sus campeonatos esta vez en repetidas y consecutivas veces en contra de K.C James y Idol Stevens. Su mánager ocasional es Ashley Massaro, que los acompaña al ring y está presente durante sus peleas. 
En No Mercy, volvieron a defender sus títulos contra Idol Stevens y K.C James, donde resultaron victoriosos. En el PPV Armageddon lucharon en un ladder match contra MNM, los Hardy Boyz y William Regal y Dave Taylor. En los siguientes programas salieron airosos de combates contra Regal y Taylor defendiendo varias veces el título. En la edición del día 26 de enero del 2007 de SmackDown!, tuvieron una pelea mixta de 3 contra tres, Paul, Brian y Ashley contra MNM (Mercury, Nitro y Melina), en la cual por la intromisión ilícita de Melina perdieron tras haberle aplicado The Snapshot a Brian. Más tarde fueron pasados a RAW. Ganaron a los campeones por parejas, ganando el título a Lance Cade y Trevor Murdoch. Tras la revancha perdieron sus títulos ante los campeones en aquel momento Lance Cade y Trevor Murdoch. Tuvo una lesión y no estaba luchando.

#### 2008

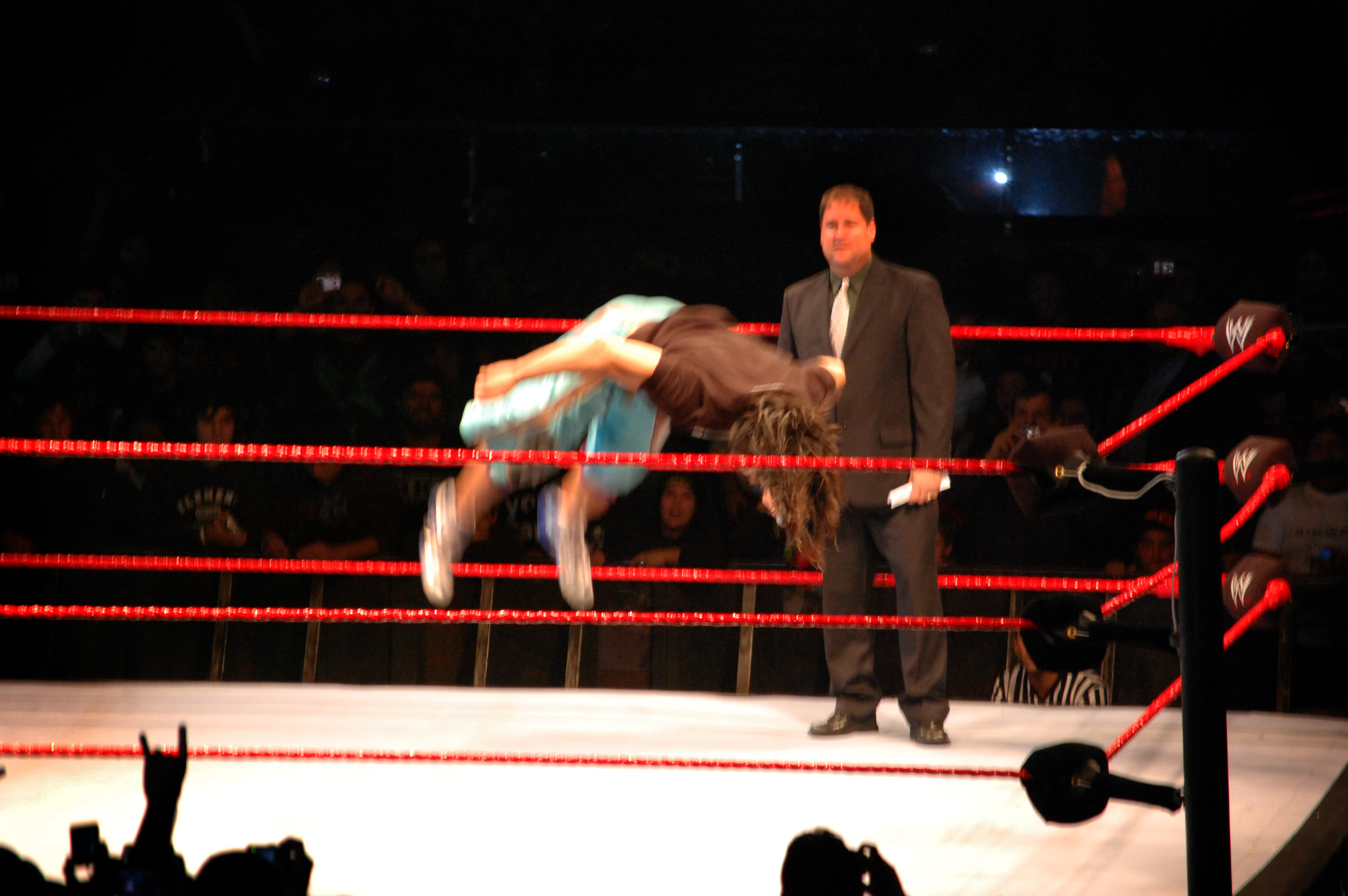
London haciendo su entrada en la WWE.

En la edición de RAW del 17 de marzo, su compañero Brian Kendrick y él se enfrentaron a Umaga en una pelea en desventaja 2 contra 1. Perdieron después de que Kendrick le abandonara.
En RAW el 31 de marzo Brian Kendrick y Paul London ganaron a Cody Rhodes y Hardcore Holly ganando una oportunidad por el título del mundo por parejas. La semana siguiente, el 7 de abril en el programa RAW Paul London y Brian Kendrick derrotaron a Lance Cade y Trevor Murdoch, y en la semana siguiente, el 15 de abril Paul London y Brian Kendrick fueron derrotados ante Carlito y Santino Marella perdiendo la oportunidad de luchar por el título del mundo por parejas.
Más tarde se separó de Brian Kendrick cuando este fue trasladado a SmackDown! en el Draft. En la edición de Raw del 14 de julio luchó contra Chris Jericho, pero perdió. En la edición de Raw del 21 de julio, una semana después, fue nuevamente derrotado por el compañero de Jericho, Lance Cade. El 7 de noviembre de 2008, tras varios meses sin tener un storyline, fue despedido de la WWE.

### Circuito independiente (2009-2011, 2013-2018, 2022-presente)

#### Diversas promociones (2009-2011, 2013-2018, 2022-presente)

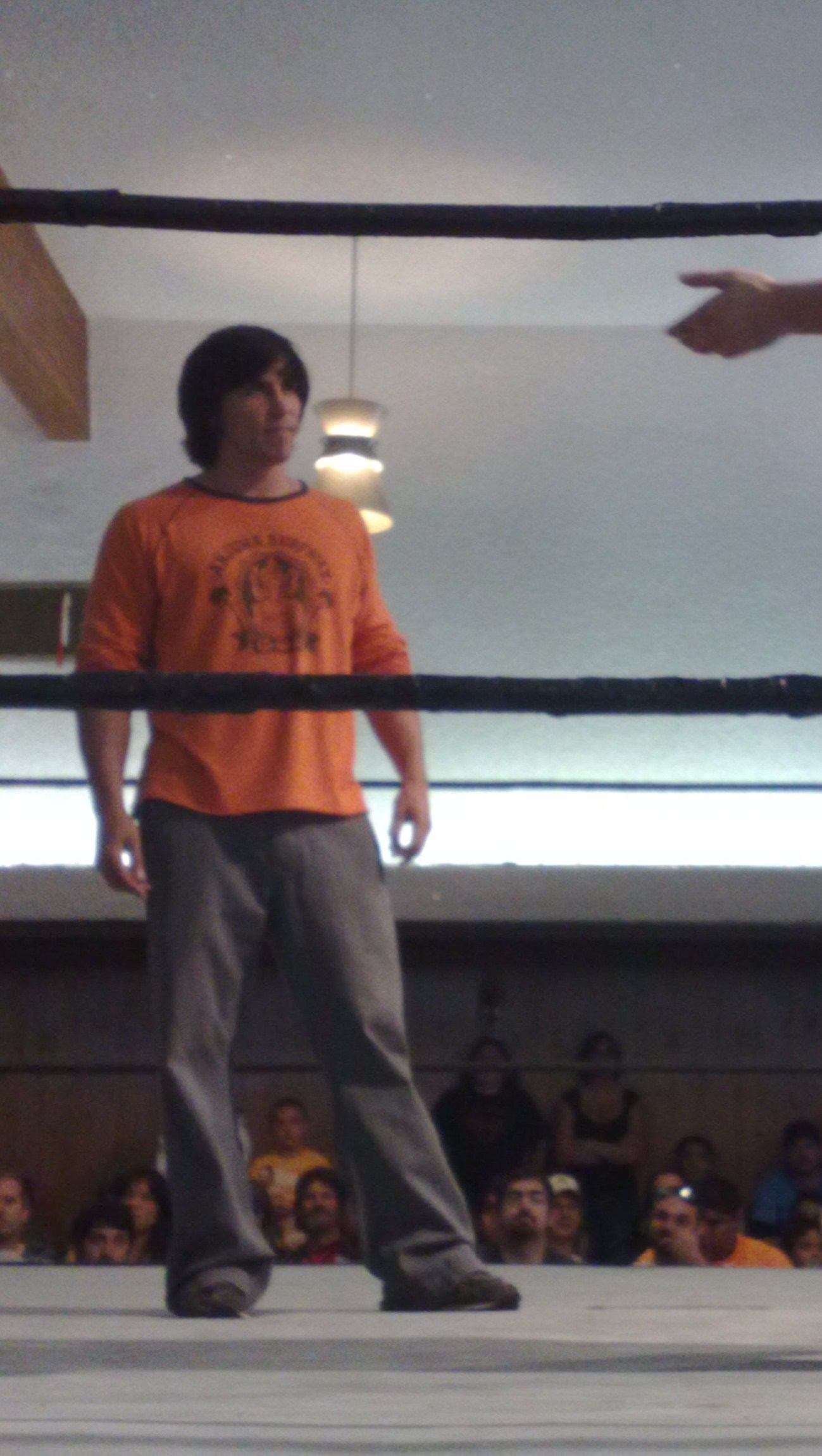
Paul London en Pro Wrestling Guerrilla.

London hizo su debut en la Pro Wrestling Guerrilla (PWG) el 21 de febrero de 2009 en Express Written Consent. Luchó en el evento principal junto a The Young Bucks (Nick & Matt Jackson), derrotando a The Dynasty (Joey Ryan, Scott Lost & Karl Anderson). También debutó en la Big Time Wrestling el 28 de febrero, derrotando al Campeón de la BTW Jason Styles por descalificación. En ese evento, debutó con un nuevo gimmick, vistiendo como un aviador antiguo. El 13 de noviembre, London derrotó a Jason Blade, ganando el Campeonato de la Northeast Wrestling.

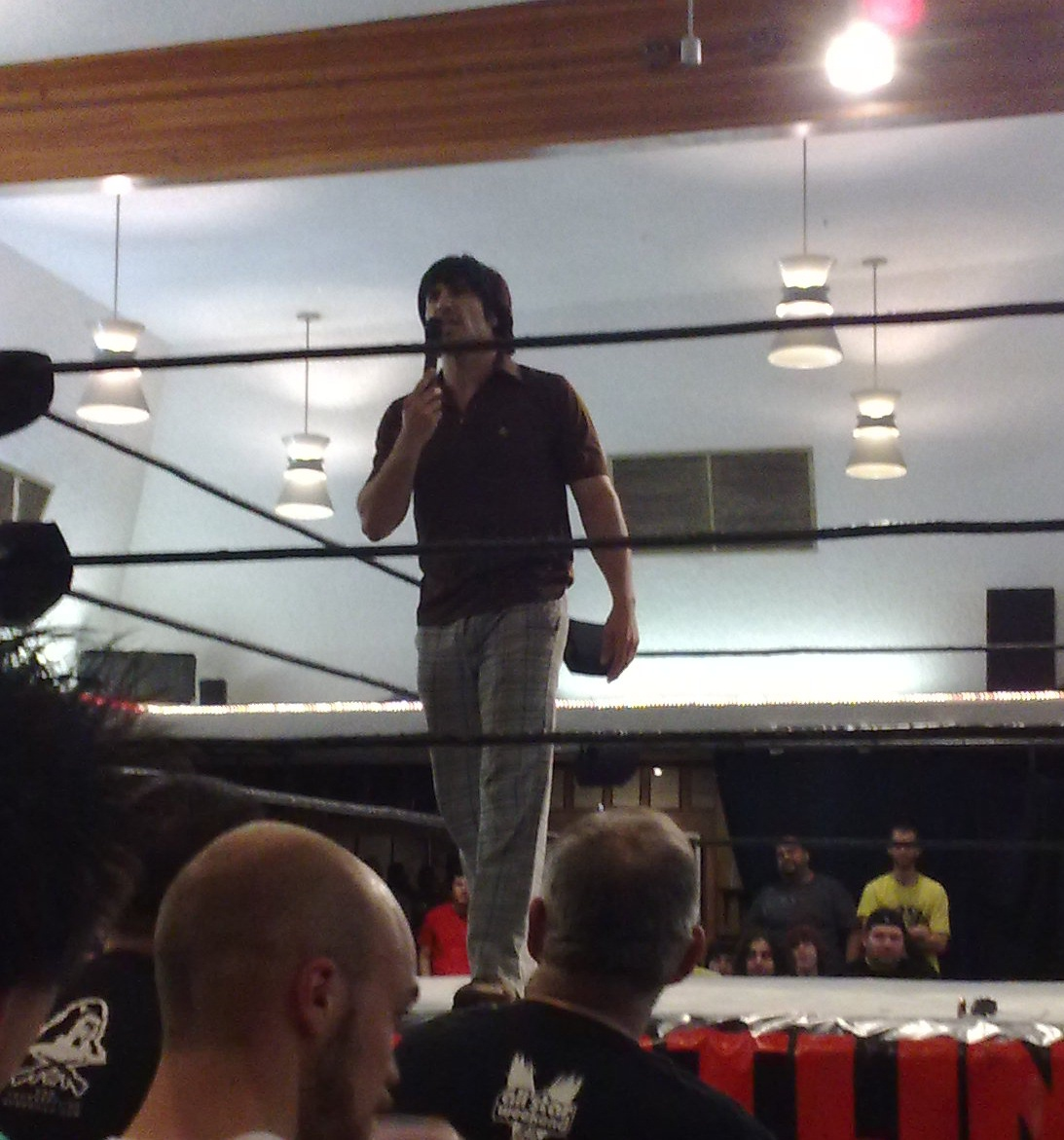
London en el espectáculo Noventa y Nueve de PWG en 2009.

El 30 de enero de 2010, volvió a hacer equipo con Brian Kendrick en la PWG, derrotando a los Campeones Mundiales en Parejas de la PWG The Young Bucks en una lucha no titular. El 26 de marzo de 2010 debutó en Dragon Gate USA en una lucha junto a Jimmy Jacobs, derrotando a Brian Kendrick & Jon Moxley. Después de la lucha, Kendrick se unió de nuevo a London y se enfrentaron a Jacobs & Jack Evans el siguiente día en Mercury Rising en una lucha donde el equipo perdedor abandonaría la ciudad. La lucha fue ganada por Jacobs & Evans. Antes de la pelea, London fue atacado por Teddy Hart.
El 10 de abril de 2010, Londres derrotó al pilar del PWG, El Generico en un combate individual. Junto con El Generico formaron un equipo llamado Peligro Abejas!. Ambos participaron en el Dynamite Duumvirate Tag Team Title Tournament, derrotando en la primera fase a Scott Lost & Cuck Taylor y a The Briscoe Brothers en la semifinal. Finalmente, el 9 de mayo de 2010 derrotaron a The Young Bucks, ganando el torneo y el Campeonato Mundial en Parejas de la PWG de The Young Bucks. Además, el 10 de julio ganó el Campeonato Mundial Peso Pesado de la PWX al derrotar a Joey Silvia. El 11 de diciembre de 2010, derrotaron a Kings of Wrestling (Chris Hero & Claudio Castagnoli). Además, empezó a trabajar en la Lucha Libre USA bajo el nombre de Sydistiko. Se asoció con Rellik para derrotar a Dinastía (El Oriental y Tinieblas Jr.) el 12 de diciembre de 2010. La pareja participó en un combate a tres bandas para decidir el nuevo Campeonato en Parejas de LLUSA, pero esta vez El Oriental y Tinieblas Jr. obtener lo mejor de la pareja. Como Sydistiko, continuaría perdiendo todos sus combates, incluida la eliminación de la ruleta de lucha del contendiente número uno del Campeonato LLUSA.
El 9 de abril de 2011, en el evento de la PWG "Winning", no pudo defender el título, siendo sustituido por Ricochet. Sin embargo, perdió los títulos ante The Young Bucks. El 11 de junio apareció en el evento Wrestling for Rotary en Bendigo, Victoria, Australia, donde derrotó a Rob Conway en el evento principal de la noche, ganando el Campeonato Universal Peso Pesado. El 30 de julio de 2011, Londres compitió en el evento Liberty Lottery 2011 de Vanguard Championship Wrestling (VCW). Se enfrentó a John Kermon, el Campeón de la Libertad de VCW y lo derrotó para convertirse en el Campeón de la Libertad.
El 16 de febrero de 2013, en el evento de la Family Wrestling Entertainment, derrotó a Brian Kendrick en el Pre-Show, ganando una oportunidad por el Campeonato Tri-Borought de la FWE. En ese mismo evento, derrotó a Damien Darling, ganando el título. Después de una ausencia de dos años de PWG, London volvió a la promoción el 22 de marzo de 2013, derrotando a  Kevin Steen durante la primera noche del "Fin de semana de All Star 9". En PWG's t el show de aniversario "TEN" se asoció con su compañero de mucho tiempo Brian Kendrick en una derrota ante  Chuck Taylor y Johnny Gargano. El 21 de junio de 2013, Londres derrotó a Akio para retener el título. Al día siguiente, London y Kendrick fueron derrotados por The Young Bucks en House of Hardcore 2. 
Londres pasó la mayor parte de 2014 luchando en el extranjero, incluso en Australia, Europa y América del Sur. En Insane Championship Wrestling (ICW) de Escocia, London y Brian Kendrick ganaron el ICW Tag Team Championship en octubre de 2014. Después de un reinado de 28 días, perdieron el campeonato ante Polo Promotions (Mark Coffey y Jackie Polo) el 2 de noviembre. Después de esta derrota del título, Londres desafiaría sin éxito a Kenny Williams por el Campeonato ICW Zero-G. 
El 19 de noviembre de 2016, London luchó para Target Wrestling, donde respondió al desafío abierto del Campeonato de la División de Alto Octano de Shady Nattrass. London derrotó a Nattrass en el partido y posteriormente ganó el título. El 20 de abril de 2017, Londres dejó vacante el título debido a una lesión en la rodilla sufrida mientras luchaba en San Diego. El 29 de julio de 2017, se anunció que regresaría a Target el 18 de agosto para enfrentarse a Turbo Josh Terry por el Campeonato de la División de Alto Octano que dejó vacante en abril.
London hizo su regreso a la lucha libre el 24 de septiembre de 2022.

### Lucha Underground (2016-2019)
El 23 de noviembre de 2016, London debutó en Lucha Underground, apareciendo en la tercera temporada del programa. Él es el líder del Equipo de Tríos conocido como "La Tribu del Conejo", junto con Mala Suerte y Saltador. Su truco es una toma psicodélica de drogas en 1865  novela Las aventuras de Alicia en el país de las maravillas de Lewis Carroll. Durante la tercera temporada, el Rabbit Tribe considera a Mascarita Sagrada como su Dios "The White Rabbit". En el Episodio 20 de la temporada 3, la Tribu Conejo derrotó a Underground mundial para ganar tres de los medallones aztecas. Permaneció con Lucha Underground hasta que terminó el programa en 2019.

### Impact Wrestling (2019)
En 2019, Londres regresó a TNA, ahora conocida como Impact Wrestling. En septiembre se informó que trabajó entre bastidores como productor en grabaciones de televisión de Impact en febrero.

## Campeonatos y logros
- Capital of Texas Power Wrestling

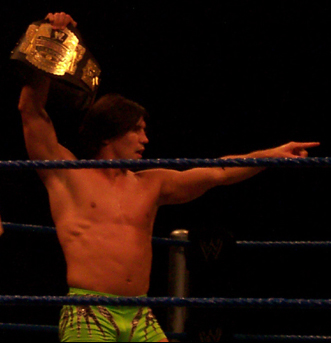
London en 2005 como Campeón Peso Crucero de la WWE.

  - CTPW Cruiserweight Championship (1 vez)

- East Coast Wrestling Association
  - ECWA Super 8 Tournament (2003)

- Extreme Texas Wrestling
  - ETW Television Championship (1 vez)

- Family Wrestling Entertainment
  - FWE Tri-Borought Championship (1 vez, actual)

- Funking Conservatory
  - FC United States Championship (1 vez)
  - FC Television Championship (1 vez)
  - FC Hardcore Championship (1 vez)
  - FC Tag Team Championship (1 vez) - con Adam Windsor

- Insane Championship Wrestling
  - ICW Tag Team Championship (1 vez) - Brian Kendrick

- Northeast Wrestling
  - NEW Championship (1 vez)[3]

- NWA Southwest
  - NWA Texas Television Championship (1 vez)

- Professional Championship Wrestling
  - PCW Television Championship (1 vez)

- Pro Wrestling Guerrilla
  - PWG World Tag Team Championship (1 vez) – con El Generico
  - Dynamite Duumvirate Tag Team Title Tournament (2010) – con El Genérico

- Pro Wrestling Xperience
  - PWX World Heavyweight Championship (1 vez, actual)

- World Wrestling Entertainment
  - WWE Cruiserweight Championship (1 vez)
  - WWE Tag Team Championship (2 veces) - con Billy Kidman (1) y Brian Kendrick (1)
  - World Tag Team Championship (1 vez) - con Brian Kendrick

- Pro Wrestling Illustrated
  - Equipo del año (2007) con Brian Kendrick[8]
  - Situado en el Nº36 en los PWI 500 en el 2005
  - Situado en el Nº144 en los PWI 500 de 2010[9]
  - Situado en el Nº238 en los PWI 500 de 2012[10]
- Wrestling Observer Newsletter
  - WON Luchador más infravalorado - 2004
  - Situado en el Nº13 del WON Mejor pareja de la década (2000–2009), con Brian Kendrick[11]

- Otros títulos
  - Universal Heavyweight Championship (1 vez)

## Filmografía

### Películas
| Año  | Título                           | Papel             | Notas |
| ---- | -------------------------------- | ----------------- | ----- |
| 2020 | Tiger Man                        | Elvis Presley     | Debut |
| 2020 | Top of the Class                 | Detective Ramírez |       |
| 2020 | The Year of Laughing Dangerously | Mike Marshall     |       |
| 2021 | Fusion                           | Gordon            |       |

### Televisión
| Año       | Título                           | Papel             | Notas        |
| --------- | -------------------------------- | ----------------- | ------------ |
| 2011-2012 | Lucha Libre USA: Masked Warriors | Sydistiko         | 9 episodios  |
| 2016      | Where the Bears Are              | Wrestling Partner | 2 episodios  |
| 2016-2018 | Lucha Underground                | Él Mismo          | 25 episodios |

### Videojuegos
| Año  | Título                                             |
| ---- | -------------------------------------------------- |
| 2005 | WWE Day of Reckoning 2 WWE SmackDown! vs. RAW 2006 |
| 2008 | WWE SmackDown vs. RAW 2009                         |